# Calobates ornatissimus
Calobates ornatissimus är en kvalsterart som först beskrevs av Balogh 1959.  Calobates ornatissimus ingår i släktet Calobates och familjen Oripodidae. Inga underarter finns listade.